# Черни Осъм (село)
 Тази статия е за селото.  За реката вижте Черни Осъм.  
Черни Осъм е село в Северна България. То се намира в община Троян, област Ловеч. До 1934 година името на селото е Колибето.

## География
Село Черни Осъм се намира в планински район.
Намира се в полите на Централна Стара планина, т.нар. Троянски Балкан.
Селото е едно от 22-те селища в Троянска община и е разположено в нейния югоизточен „ъгъл“, на границата между Предбалкана от север и Стара планина на юг, в пазвите на Национален парк „Централен Балкан“. Над селото на територията на парка се извисяват два от най-високите балкански исполини – върховете Голям Купен (2169 м) и Левски (2166 м).
В подножието на втория от тях извира река Черни Осъм, дала своето име на първото селце по пътя си. Черни Осъм отстои на 12 км асфалтов път югоизточно от общинския център Троян, с който е добре транспортно обвързан, на 48 км южно от областния център Ловеч и на 185 км североизточно от столицата София, като само 33 км го делят от първокласното шосе Варна – Велико Търново – Ябланица с продължение автомагистрала „Хемус“ за София и 61 км от Подбалканската транспортна артерия чрез старопланинския проход Троян – Кърнаре.

## Население
Численост и дял на етническите групи според преброяването на населението през 2011 г.:
|                     | Численост | Дял (в %) |
| Общо                | 845       | 100,00    |
| Българи             | 705       | 83,43     |
| Турци               | 37        | 4,37      |
| Цигани              | 5         | 0,59      |
| Други               | 0         | 0,00      |
| Не се самоопределят | 0         | 0,00      |
| Неотговорили        | 93        | 11,00     |

## Обществени институции
- Кметство село Черни Осъм.
- Народно читалище „Знание“.
- Кооперация „Обнова“.
- Природонаучен музей.
- Здравна служба.

## Културни и природни забележителности
В Черни Осъм има още един музей, който, макар и не толкова известен като Природонаучния, е поне толкова ценен и интересен. Наречен скромно „Фотоархивна и битова сбирка“ от своя създател Дочо Нешков, в действителност това е един изключителен Етнографски музей, представящ културно-историческото и природно наследство на селото.
В Черни Осъм има и Художествена галерия, носеща името на видния черноосъмец Пенчо Хаджинайденов – основоположник на Троянската художествена школа. В нея са вместени творбите на даровити местни художници от национална величина.
И все пак, най-голямата атракция на Черни Осъм си остава дивата природа на Балкана, в чиито пазви е закътан вторият скит на Троянския манастир – Зелениковец, с лятната резиденция на българския патриарх. Непосредствено над селото започва царството на Национален парк „Централен Балкан“ и една от неговите 9 зелени перли – биосферния резерват „Стенето“. Дивите и непристъпни каньони на митичната златна река Куманица, изключителното разнообразие на редки и застрашени видове растения и животни, величествените природни феномени Райчова дупка, Птичата дупка, Водната пещера, Хайдушкото игрило, Кралимаркова дупка.
- Символът на с. Черни Осъм
- Главната улица с. Черни Осъм
- Природонаучен музей
- Пеперудена колекция в Природонаучния музей

## Редовни събития
- 6 януари – Йордановден: вадене на кръста от водите на р. Черни Осъм
- Февруари-март – Сирни Заговезни: общоселски събор около ритуален огън в центъра на селото
- Април-май – Великден – общоселски събор и празнично пролетно хоро на централния площад
- Юни – туристически събор в мах. Усойната в чест на архимандрит хаджи Макарий

## Личности
- Минко Занковски (1949 – 2006), дългогодишен учител, основател и директор на единственото училище за планински водачи в България, дългогодишен председател на читалище „Знание“, заслужил майстор на спорта по алпинизъм
- Кирил Кипров (1897 – 1968), основател на дървопреработващия завод „Обнова“
- Петко Кънев (1884 – 1907), революционер от ВМОРО
- архимандрит хаджи Макарий (1831 – 1906), виден участник в националноосвободителното движение, игумен на Троянския манастир, съратник на В. Левски
- Дочо Мичев, краевед и родолюбец, автор на „Страници из миналото на Черни Осъм“
- Дочо Нешков, създател на Фотоархивната и битова сбирка в сградата на старото читалище
- Радю Минков, алпинист и популяризатор на туризма и планинарството, автор на „Черни Осъм“ (1988), от поредицата „Малка туристическа библиотека“